# 다비트 얀

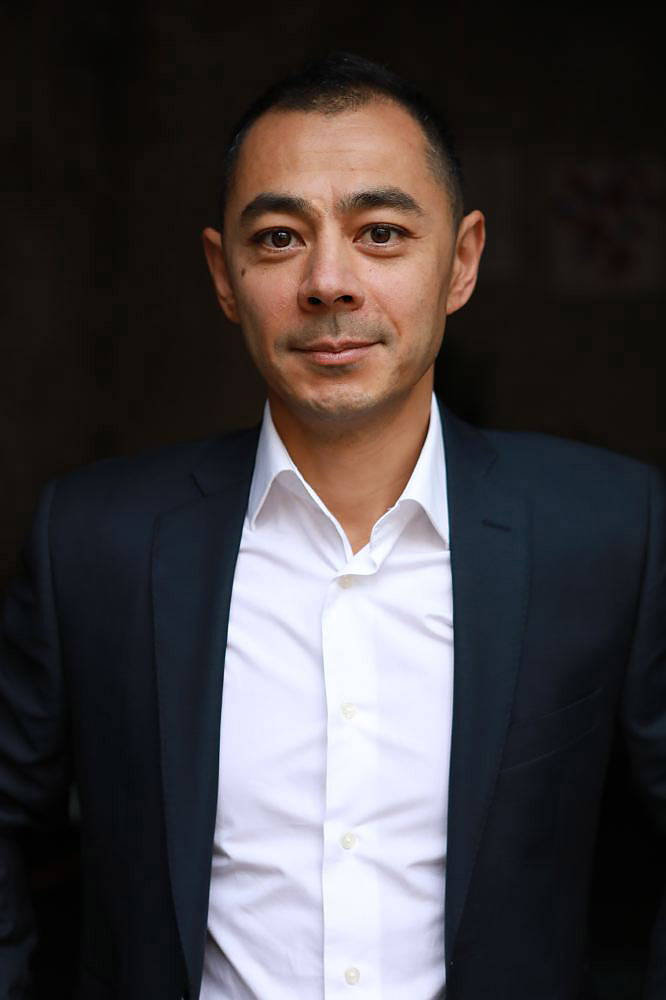
다비트 얀

다비트 예브게니예비치 얀(러시아어: Дави́д Евге́ньевич Ян, 아르메니아어: Դավիթ Եվգենիի Յան 다비트 예브게니 얀, 1968년 6월 3일 ~ )은 ABBYY의 창시자이자 회장이며, 치비코(Cybiko)의 창시자였다.

## 약력
1968년 소비에트 연방 아르메니아 SSR 예레반에서 양 쪽 모두 물리학자인 중국인 아버지와 아르메니아인 어머니 사이에서 태어났다. 17년 동안 아르메니아에서 살았다.